# 安息语
安息语（英語：Parthian language），亦作安息钵罗婆语（Arsacid Pahlavi），是一门西北伊朗语，在古伊朗东北地区帕提亚使用，现已绝迹。安息语曾经一度是安息帝國的国家语（公元前248年-公元224年）。该语言对亚美尼亚语的影响巨大——该语言大部分词汇都是从安息语直接借用过来。